# Venezuela Aid Live
Venezuela Aid Live war ein Benefizkonzert, das der britische Milliardär Richard Branson am 22. Februar 2019 bei Cúcuta in Kolumbien veranstaltete. Es war dem Konzert für Bangladesch und dem Live Aid nachempfunden. Laut Angaben des Veranstalters wurden mindestens 32 Künstler eingeladen.

## Veranstalter und Veranstaltungsort
Am 14. Februar 2019 kündigte Richard Branson per YouTube zum 22. Februar 2019 das Venezuela Aid Live-Konzert in Cúcuta an der Grenze zu Venezuela an. Bei freiem Eintritt sollten mit einem kostenpflichtigen Internetstream und dem Verkauf von Aufnahmen innerhalb von 60 Tagen 100 Millionen US-Dollar an Spendengeldern eingesammelt und Druck auf die Regierung von Nicolas Maduro aufgebaut werden, um die venezolanischen Grenzen für humanitäre Hilfen aus dem Ausland zu öffnen. Laut Branson hatten ihn der am 23. Januar 2019 selbsternannte Interimspräsident von Venezuela Juan Guaidó und sein Parteifreund Leopoldo López um diese Unterstützung für die notleidende Bevölkerung in Venezuela gebeten. Kritiker erkannten eine politische Instrumentalisierung, um einen Systemwechsel in Venezuela einzuleiten.
Ursprünglich war die Veranstaltung in der Nähe der Internationalen Brücke Simon Bolivar südöstlich von Cúcuta geplant. Der Ort wurde kurzfristig auf die Zufahrtsstraße der im Februar 2016 fertiggestellten Tienditas-Brücke verlegt, die wegen eines politischen Konfliktes zwischen beiden Ländern jedoch zuerst von Kolumbien barrikadiert worden war und seit Februar 2019 zusätzlich auch von venezolanischer Seite gesperrt ist.

## Künstler
Laut Angaben des Veranstalters sollten, präsentiert von Ricardo Montaner, mindestens 32 Künstler auftreten, darunter
Juanes, Carlos Vives, Lele Pons, Maluma, Juan Fernando Fonseca (Kolumbien), Reynaldo Armas, Carlos Baute, Chyno, Jorge Glem, Mau y Ricky, Nacho, Danny Ocean, Reymar Perdomo, José Luis Rodríguez González (aka El Puma) (Venezuela), Luis Fonsi (Puerto Rico), Anitta (Brasilien) und Diego Torres (Argentinien).
Der ursprünglich von Richard Branson angekündigte ehemalige Genesis-Frontman Peter Gabriel nahm an Venezuela Aid Live nicht teil.

## Gäste
Unter den VIP-Gästen befanden sich neben Juan Guaidó Chiles Präsident Sebastián Piñera, der kolumbianische Präsident Iván Duque Márquez sowie der Präsident von Paraguay, Mario Abdo Benítez.

## Konzertbesucherzahlen
Im Vorfeld der Organisation des Venezuela Aid Live Events wurden von seitens der Veranstalter erwartete Besucherzahlen in Höhe von 150.000 und 300.000 genannt, letztere von Richard Branson selbst. Die nahegelegene Stadt Cúcuta hat rund 700.000 Einwohner. Über die tatsächliche Anzahl am 22. Februar – einem Werktag, das Konzert begann um 11 Uhr und endete offiziell um 16 Uhr – der auf dem Gelände anwesenden Besucher gibt es weit auseinanderklaffende Zahlen. Dies trotz Auswertung von Luftbildaufnahmen, die während der Veranstaltung gemacht wurden. Die Bandbreite der verbreiteten Zahlen liegt zwischen „Zehntausenden“ und 317.000 Besuchern. Letztere Zahl wurde noch während des Konzertes vom Billboard-Magazin verbreitet und basiert angeblich auf Informationen „according to authorities“. Diese wurden von den Nachrichtenagenturen ungeprüft aufgegriffen. Später, nach konträren Berichten, ließ man die Besucherzahl einfach weg.

## Logo von Venezuela Aid Live
Das Logo von Venezuela Aid Live, eine in lila gehaltene Silhouette Venezuelas, beinhaltet auch das umstrittene Grenzgebiet Guayana Esequiba, in dem sich Erdölvorkommen befinden.

## Gegenreaktion von Venezuela
Als Reaktion auf Venezuela Aid Live beraumte die Regierung von Nicolás Maduro ein konkurrierendes Konzert für den 22. und 23. Februar 2019 auf der venezolanischen Seite der Grenze an der Simón-Bolívar-Brücke an, das unter den Slogan „Nichts für den Krieg, Hände weg von Venezuela“ gestellt wurde. Diese Veranstaltung wurde dann aber ebenfalls an die, in diesem Falle gegenüberliegende Zufahrt der Tieditas-Brücke verlegt, sodass beide Konzerte in einer Entfernung von etwa 300 Metern zueinander stattfanden. Hier war mit etwa 2.500 Besuchern am ersten Tag das Interesse deutlich geringer. Prominenter Gast der auf drei Tage verlängerten Veranstaltung war der Präsident der von Maduro zur Entmachtung des Parlaments eingerichteten „Verfassungsgebenden Versammlung“, Diosdado Cabello.